# Biladi
De Biladi ('Mijn land') is het volkslied van Palestina.
Het is in gebruik genomen door de Palestijnse Nationale Raad in 1996. Dit gebeurde in onvereenstemming met artikel 31 van de Palestijnse Onafhankelijkheidsverklaring van 1988. Het is geschreven door Said Al Muzayin (ook wel bekend als Fata Al Thawra) en de muziek is gecomponeerd door de Egyptische maestro Ali Ismael.
Het lied stond bekend als het 'Volkslied van de Palestijnse Revolutie'.
Sinds 1936 was Mawtini ('Mijn thuisland', Arabisch: موطني ) het onofficiële volkslied van de Palestijnen. Dat was geschreven door de Libanees Mohammad Flaifel en was van 1934 tot 1979 het de facto volkslied van Irak.

## De Biladi
بلادي يا أرضي يا أرض الجدودالذعتخخازز اععت
بلادي بلادي بلادي
يا شعبي يا شعب الخلود
بعزمي وناري وبركان ثأري وأشواق دمي لأرضي وداري
صعدت الجبال 
وخضت النضال
قهرت المحال عبرت الحدود
بلادي بلادي
بلادي
يا شعبي يا شعب الخلود
بعزم الرياح ونار السلاح وإصرار شعبي بأرض الكفاح
فلسطين
داري فلسطين ناري فلسطين
ثأري وأرض الصمود
بلادي بلادي 
بلادي
يا شعبي يا شعب الخلود
بحق القسم تحت ظل العلم
بأرضي وشعبي ونار الألم
سأحيا فدائي
وأمضي فدائي وأقضي فدائي
الى أن تعود بلادي
بلادي يا شعب الخلود

## Transcriptie in Latijns alfabet
CHORUS:
Biladi Biladi
Biladi ya ardi ya arda al-judoud
Fida'i Fida'i
Fida'I ya sha'bi ya sha'b al-khuloud
Bi'azmi wa nari wa burkani thari
Wa ashwaqi dammi li ardi wa dari
Sa?adto al-jibala wa khodto an-nidala
Qaharto al-mohala abarto al-hudood

CHORUS
Bi'azmi al-riyah wa nari al-silah
Wa israri sha'bi bi ardi al-kifah
Filisteeno dari Filisteeno nari
Filisteeno thari wa ardi as-sumood

CHORUS
Bihaqqi al-qasam tahta zilli al-'alam
Bi ardi w sha'bi wa nari al-alam
Sa ahya fida'i wa amdee fida'i
Wa aqdee fida'i ila ann ta'oud
CHORUS

## Engelse vertaling
My country, my land, land of my ancestors

My country, my country, my country

My people, people of perpetuity

With my determination, my fire and the volcano of my revenge

With the longing in my blood for my land and my home

I have climbed the mountains and fought the wars

I have conquered the impossible, and crossed the frontiers

My country, my country, my country

My people, people of perpetuity

With the resolve of the winds and the fire of the guns

And the determination of my nation in the land of struggle

Palestine is my home, Palestine is my fire, Palestine is my revenge and the land of endurance

My country, my country, my country

My people, people of perpetuity

By the oath under the shade of the flag

By my land and nation, and the fire of pain

I will live as a fida'i*, I will remain a fida'i, I will end as a fida'i - until my country returns

My country, people of perpetuity.